# Nassella laevissima
Nassella laevissima là một loài thực vật có hoa trong họ Hòa thảo. Loài này được (Phil.) M.E.Barkworth mô tả khoa học đầu tiên năm 1990.

## Hình ảnh

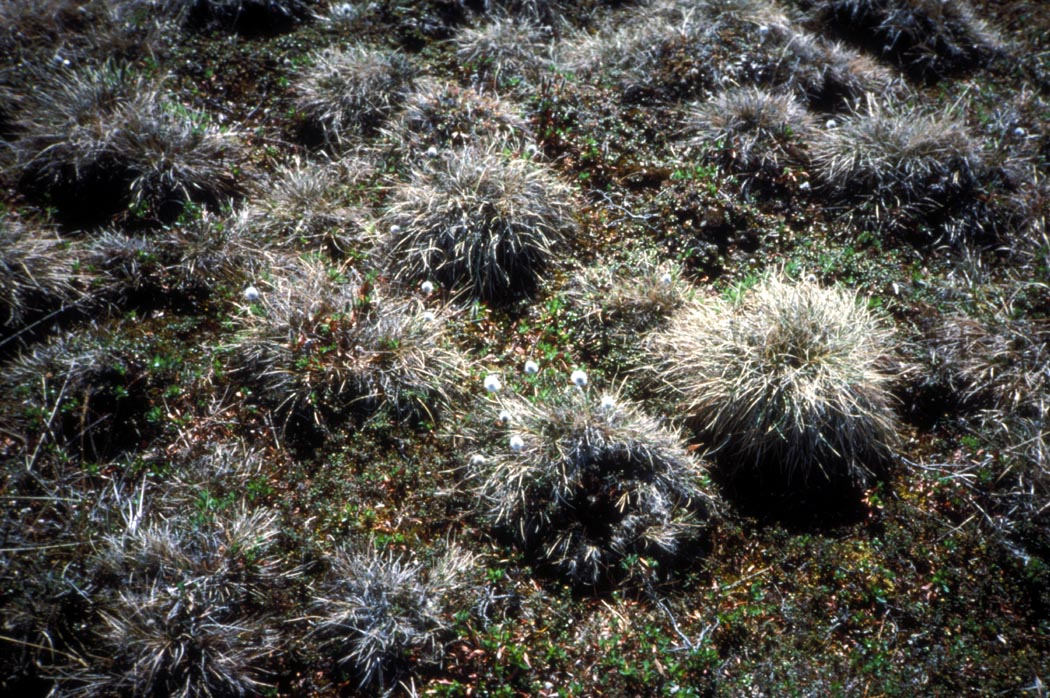
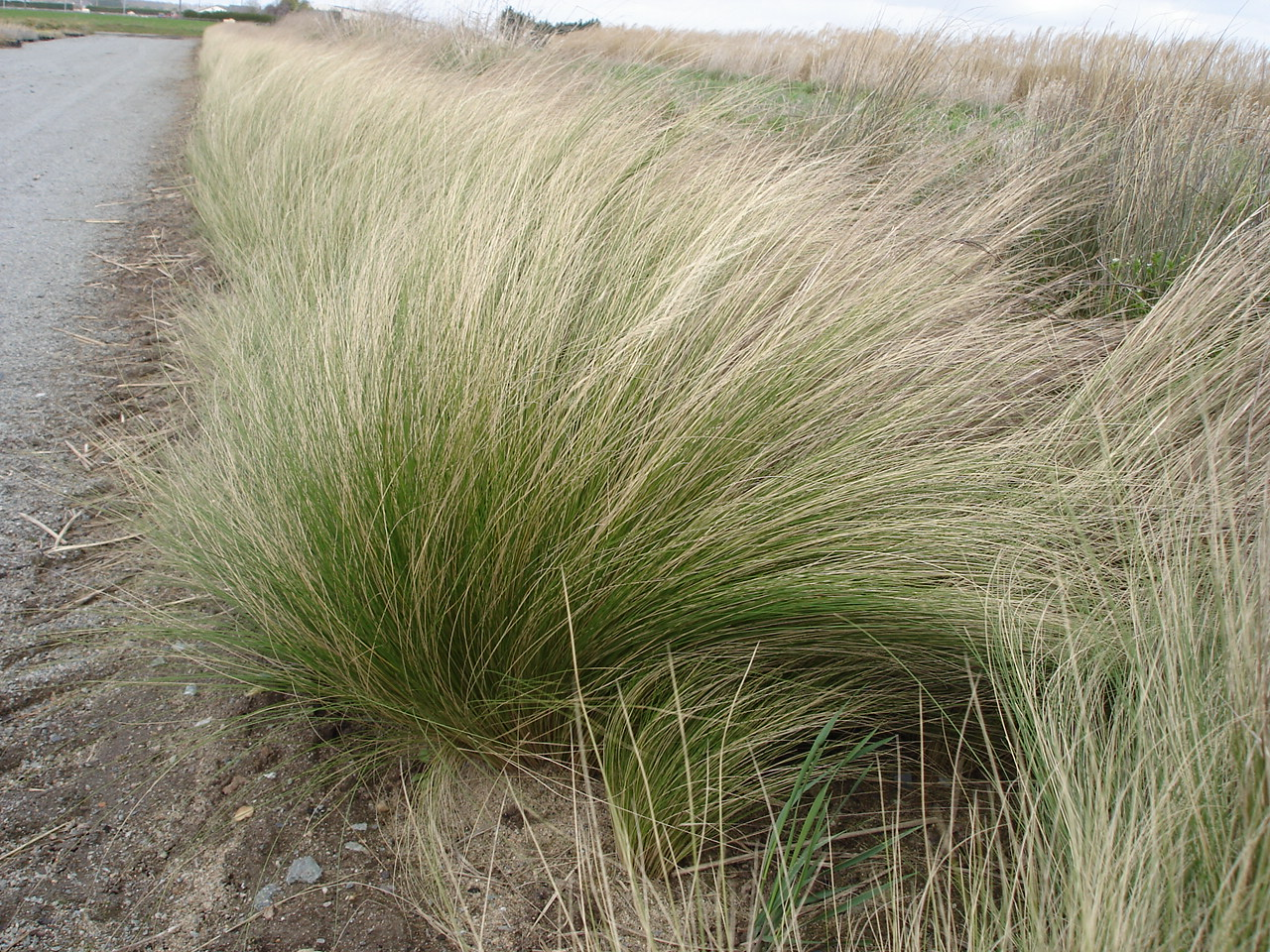
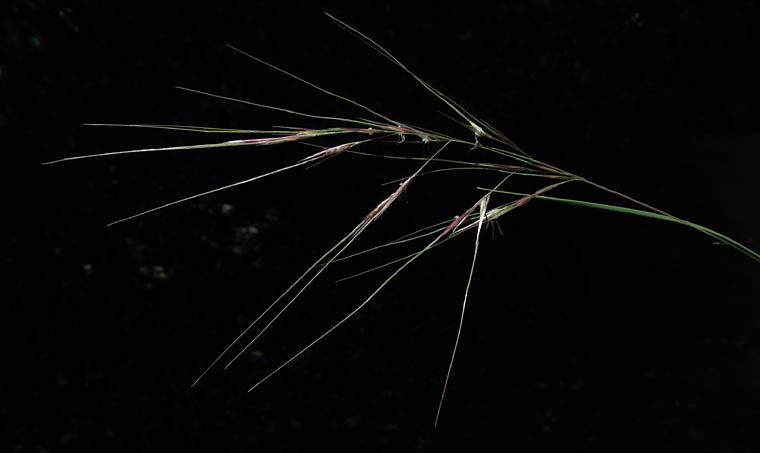